# 早見あかり
早見 あかり（はやみ あかり、1995年〈平成7年〉3月17日 - ）は、日本の女優。東京都出身。スターダストプロモーション所属。

## 略歴
東京都出身。小学校卒業間近に、現在の事務所にスカウトされ芸能界入り。2008年11月から2011年4月まで、ももいろクローバーのメンバーで、在籍中のイメージカラーは青色であった。
在籍時はサブリーダーを務めており、イメージカラーはブルー、キャッチフレーズは「ももクロのクールビューティー」だった。ラップパートやライブのMCを任され、メンバーの精神的な支えにもなっていたが、自らの強い意志で脱退。脱退の理由は、アイドルとしての適性について悩み続けた末、元々目指していた女優の道に進もうと決意したため。在籍時の愛称は「あかりん」で、これは子供の頃からのあだ名であった。
2013年に、大学へは進学せず芸能活動に専念することをブログで表明。
2014年、NHK連続テレビ小説『マッサン』に主人公の妹役で出演。また、同年には映画『百瀬、こっちを向いて。』で初主演。
2015年には、笑福亭鶴瓶が司会を務めるトーク番組『A-Studio』（TBS）の7代目アシスタントに抜擢され、2016年3月まで務める。6月27日開始のドラマ『ラーメン大好き小泉さん』（フジテレビ）にて、連続ドラマ初主演。
2016年、『夢の劇 -ドリーム・プレイ-』で舞台初主演。
2018年7月22日、30代前半の会社員男性と年内に結婚することを明らかにし、翌23日に婚約会見を行った。会見では、4回目のプロポーズで結婚を承諾したことを明かした。12月10日、婚姻届を提出したことを所属事務所を通じて発表した。
2020年5月、ももいろクローバーZのメンバーとともに発酵スキンケア『SOPHISTANCE』のアンバサダーに就任。新型コロナウィルス感染症対策で実際に集まって宣伝映像の撮影をすることはできなかったものの、イラストを元にしたイメージ映像でかつてのメンバーと久しぶりの共演を果たした。24日、同ブランドのYouTubeチャンネルで行われた生配信にももいろクローバーZのメンバーとともに出演。配信の中で、第1子を妊娠して秋頃に出産予定であることを発表した。10月末に第1子女児を出産し、SNSで報告した。
2024年8月20日、離婚したことを発表した。

## 人物・エピソード
- 趣味は踊ること[19]。
- 体が柔らかく、エアロビ6級の資格を所持する[19]。
- モーニング娘。のオーディションを受けたことがある。
- ももいろクローバー脱退後も、メンバーとは交流が続いており、ライブや楽屋に訪れる様子がブログなどでたびたび報告されている。脱退翌年に、ももクロが結成以来目標にし続けてきたNHK紅白歌合戦へ初出場した際には、詞に「あかり」の名が入っている旧バージョンの『行くぜっ!怪盗少女』が歌われ、ファンの間で大きな話題となった[20][21]。その後も、有安杏果の卒業ライブや、10周年記念ライブ『The Diamond Four -in 桃響導夢-』（ともに2018年）に足を運んでいる[22]。
- 広島東洋カープファン[23][24]。
- 西崎莉麻は大親友であるとたびたび公言している[25][26]。

## 作品
- 新津保建秀×早見あかり『Spring Ephemeral』（FOIL GALLERY、2011年4月15日 - 5月14日） - インスタレーション展。なお、当企画に際してコンセプトブック『Spring Ephemeral Binaural-Scape 3.17』が2000部限定で発行された[27]。
- Twenteen（2015年3月17日） - 二十歳の誕生日に発売の写真集。SDP（スターダストピクチャーズ)から刊行。
  - 写真展『木寺紀雄 しろとあかりといろ』（2015年6月5日 - 17日、GALLERY SPEAK FOR（東京・代官山）） - 写真集『Twenteen』のカットの他、沖縄と長野の撮影旅行中に撮影された未公開のカットを含む約40点のオリジナルプリントを展示[28]。

## 出演

### テレビドラマ
- ここはグリーン・ウッド 〜青春男子寮日誌〜（2008年、TOKYO MX）
- ウレロ☆シリーズ
  - ウレロ☆未確認少女（2011年、テレビ東京） - あかり・ミスX 役
  - ウレロ☆未完成少女（2012年、テレビ東京） - あかり 役
  - ウレロ☆未体験少女（2014年、テレビ東京） - あかり 役
  - ウレロ☆無限大少女（2016年、テレビ東京） - あかり 役
  - ウレロ☆未開拓少女（2019年、テレビ東京） - あかり 役
- ハズカム NHK Webドラマ（2012年、NHKワンセグ2） - よもぎ 役
- さよなら、キノコ（2012年、テレ朝動画） - 主演・兎水林子 役
- 二丁目のホームズ（2013年、フジテレビTWO） - 真仲響子 役
- 確証〜警視庁捜査3課 第10話（2013年、TBS） - 内丸美晴 役
- 斉藤さん2（2013年7月13日 - 9月21日、日本テレビ） - 保科優里 役
- アゲイン!!（2014年、毎日放送） - ヒロイン・宇佐美良子 役[29]
- 連続テレビ小説 マッサン（2014年9月29日 - 2015年3月28日、NHK総合） - 亀山すみれ 役
  - すみれの家出〜かわいい子には旅をさせよ〜（『マッサン』スピンオフドラマ前編）（2015年4月25日、NHK BSプレミアム） - 亀山すみれ 役[30]
- すべてがFになる（2014年、フジテレビ） - 真賀田四季 役[31]
- セカンド・ラブ（2015年2月6日 - 3月20日、テレビ朝日） - 野口綾子 役[32]
- ラーメン大好き小泉さん（2015年6月27日 - 7月18日、フジテレビ） - 主演・小泉 役[8]
  - ラーメン大好き小泉さん 2016新春SP（2016年1月4日）[33][34]
  - ラーメン大好き小泉さん 2016年末SP（2016年12月29日）[35]
  - ラーメン大好き小泉さん 2019春SP（2019年4月5日）[36]
  - ラーメン大好き小泉さん二代目!（2020年3月27日） - 大泉 役
- MOZU スピンオフドラマ『大杉探偵事務所』砕かれた過去編（2015年11月15日、WOWOW） - 小池リサ / 小池リナ 役（二役）[37][38]
- 東京ウエストサイド物語（2015年12月2日、NHK BSプレミアム） - 主演・高山峰子 役[39][40]
- 木曜時代劇『ちかえもん』（2016年1月14日 - 3月3日、NHK） - お初 役[41]
- 武道館 第2話（2016年2月13日、フジテレビ） - 小泉 役[42]
- スーパーサラリーマン左江内氏（2017年1月14日 - 3月18日、日本テレビ） - 蒲田みちる 役[43]
- ぼくらの勇気 未満都市2017（2017年7月21日、日本テレビ） - 優奈 役[44]
- デッドストック〜未知への挑戦〜（2017年7月22日（21日深夜） - 9月30日（29日深夜）、テレビ東京） - 二階堂早織 役[45]
- 刑事ゆがみ 第7話（2017年11月23日、フジテレビ） - 三枝優里 役[46]
- 都庁爆破!（2018年1月2日、TBS） - 桜井結衣 役[47]
- BS時代劇『鳴門秘帖』（2018年4月20日 - 6月22日、NHK BSプレミアム） - 千絵 役[48]
- インベスターZ（2018年7月14日 - 9月29日、テレビ東京） - ヒロイン・藤田美雪 役[49]
- イジューは岐阜と（2018年10月16日 - 12月25日、メ～テレ）  - 主演・飛沢 真琴 役[50]
- 女の機嫌の直し方（2019年3月17日（16日深夜） - 、日本テレビ） - 主演・真島愛 役[51]
- シャイロックの子供たち（2022年10月9日 - 11月6日、WOWOW） - 半田麻紀 役[52]
- ハマる男に蹴りたい女 第6話・第7話（2023年2月11日・2月18日、テレビ朝日） - 澤部夏美 役[53]
- 合理的にあり得ない〜探偵・上水流涼子の解明〜 第2話（2023年4月24日、関西テレビ・フジテレビ） - 円谷エリ 役[54]
- 風間公親-教場0- 第9話（2023年6月5日、関西テレビ・フジテレビ） - 篠木瑤子 役[55]
- 王様に捧ぐ薬指 第9話・最終話（2023年6月13日・6月20日、TBS） - 栗山美玲 役[56]
- 転職の魔王様 第2話（2023年7月24日、関西テレビ・フジテレビ） - 宇佐美由夏 役[57]
- 何曜日に生まれたの（2023年8月6日 - 10月8日、朝日放送テレビ・テレビ朝日） - 来栖芽衣 役[58]
- めぐる未来（2024年1月18日 - 3月22日、日本テレビ） - ヒロイン・襷めぐる 役[59]
- アンチヒーロー 第4話・第5話（2024年5月5日・12日、TBS） - 仙道絵里 役[60][61]
- D&D〜医者と刑事の捜査線〜（2024年10月18日 - 11月29日、テレビ東京） - 石川咲良 役[62]

### 配信ドラマ
- 福家堂本舗 -KYOTO LOVE STORY-（2016年10月19日 - 、Amazon Prime Video） - 主演・福吉あられ 役[63]
- めぐる、はるか未来（2024年3月21日、Hulu） - ヒロイン・襷めぐる 役[64]

### 映画
- 飛べ!コバト（2010年） - 主演 ※「コバトンTHEムービー」の1つとして映画祭での上映作品
- 市民ポリス69（2011年3月19日、トランスフォーマー） - ヒロイン・永山桃 役[65][66]
- Cheerfu11y（2011年10月22日、ユニバーサルミュージック） - アサミ 役[67]
- 百瀬、こっちを向いて。（2014年5月10日、スールキートス） - 主演・百瀬陽 役[68]
- 忘れないと誓ったぼくがいた（2015年3月28日、日活） - 主演・織部あずさ 役[69]
- 恋妻家宮本（2017年1月28日、東宝） - 大学時代の美代子 役[70]
- 銀魂（2017年7月14日、ワーナー・ブラザース） - 村田鉄子 役[71]
- 走れ!T校バスケット部（2018年11月3日、東映） - ヒロイン・佐藤浩子 役 [72]
- 女の機嫌の直し方（2019年6月15日、よしもとクリエイティブ・エージェンシー） - 主演・真島愛 役[73]
- シン・ウルトラマン（2022年5月13日、東宝） - 船縁由美 役[74]
- ゾン100〜ゾンビになるまでにしたい100のこと〜（2023年8月3日、Netflix） - 香坂すみれ 役[75][76]
- ミンナのウタ（2023年8月11日、松竹） - 角田凛 役[77][78]
- あんのこと（2024年6月7日、キノフィルムズ） - 三隅紗良 役[79]

### 舞台
- 舞台・ウレロ☆未公開少女（2013年3月2日・3日、ブルーシアター）
- 舞台・ウレロ☆未解決少女（2015年1月30日 - 2月1日、ブルーシアター）
- 夢の劇 -ドリーム・プレイ-（2016年4月12日 - 30日、神奈川・横浜KAAT神奈川芸術劇場 / 5月4日・5日、長野・松本まつもと市民芸術館実験劇場 / 5月14日・15日、兵庫・西宮兵庫県立芸術文化センター阪急中ホール） - 主演・アグネス 役[9]
- 血の婚礼（2022年9月15日 - 10月2日、シアターコクーン） - 花嫁 役 [80][81]

### 吹き替え
- 僕のワンダフル・ジャーニー（2019年） - CJ 〈キャスリン・プレスコット〉 役[82]
- Ultraman: Rising（2024年） - ワキタ・アミ 役[83]

### バラエティ番組 等
- タビノイロ〜旅美人への手紙〜（2012年7月31日・8月7日・14日・21日、フジテレビ）
- ミニ番組「ミライテレビ60▽音楽番組（アイドル）篇」（2013年、NHK総合）
- 映画「百瀬、こっちを向いて。」公開記念特番「早見あかりが「百瀬」になった日。」（2014年、テレビ埼玉・BS日テレ）
- あなたが主役 50ボイス〜マッサンボイス〜（2014年9月23日、NHK総合）
- スタジオパークからこんにちは（2014年11月28日、NHK総合）
- しあわせニュース（2014年12月31日、NHK）
- 中居正広のミになる図書館(2015年3月24日、テレビ朝日)
- A-Studio（2015年4月3日 - 2016年3月25日、TBS） - アシスタント。笑福亭鶴瓶と本番組で共演する18年前の幼少時に、偶然街中で一緒に撮影した写真が残っている[84]。
- 有吉くんの正直さんぽ（2015年7月18日、フジテレビ）
- 今夜くらべてみました（2017年3月15日、日本テレビ系）
- 推しといつまでも（2023年7月3日、毎日放送）
- 発見!タカトシランド（北海道文化放送）
  - 2023年11月24日 - NORTH恵庭エリアでいいとこ探し!
  - 2023年12月1日 - 北広島エリアでいいとこ探し!

### ラジオ
- ニッポン放送「モバラジ研究会」（2012年） - 4月のスペシャルパーソナリティ
- 岡田惠和 今宵、ロックバーで〜ドラマな人々の音楽談義〜　第175回（2015年11月21日、NHK-FM）[85]

### 広告・CM
- 東京ディズニーシー「春のキャンパスデーパスポート」（2009年）
- セシール「Cupop 09冬号カタログ」（2009年）
- 「発見!角川文庫2010」イメージキャラクター（2010年6月） - 期間限定カバー・イメージモデル
- H.P.FRANCE BIJOUX ブライダルモデル（2011年10月）
- LION「クリニカ」（2012年）
- ソニー・コンピュータエンタテインメント「GRAVITY DAZE」（2012年5月12日 - ）
- NTT西日本 フレッツ光「隼号でギガへ行こう 篇」（2013年3月17日 - ）
- カゴメ「野菜生活100」（2013年3月30日 - ）
- セカンドストリート・ジャンブルストア
  - 「GOLDENWEEK SALE」（2013年4月22日 - ）
  - 「SUMMER SALE」(2013年7月10日 - )
- オンワード樫山「any SiS」（2014年8月1日 - ）
- Wright Flyer Studios「消滅都市」（スマホゲーム）（2014年）
- 中災防（中央労働災害防止協会）「平成27年度年間標語及び安全衛生」ポスター（2014年12月 - ）[86]
- きもの やまと（2014年12月1日 - ）
- キリン「午後の紅茶」（2015年3月 - ）[87]
- Yahoo! JAPAN「Yahoo! JAPANアプリ」（2015年）[88]
- JAL沖縄　浪漫飛行（2015年）
- Cygames「グランブルーファンタジー」（2015年12月 - ）[89]
- 創味食品
  - 「創味シャンタン やわらかタイプ」（2016年 - ）[90]
  - 「創味のつゆ200mlボトル」「京都弁」篇（2016年9月29日 - ）[91]
- 花王「ASIENCE」（2016年）[92]
- 東京建物（2016年）[93]
- ダイハツ工業「キャスト スタイル」（2017年10月 - ）[94]
- 吉野家「牛すき鍋膳」（2017年）
- DHC「濃密うるみ カラーリップクリーム」（2018年9月 - ）[95][96]
- SDI「SOPHISTANCE」（2020年 - ） - アンバサダー（ももいろクローバーZと共に務める）[13]
- イオン「イオンカード」(2024年)

### イベント
- MAKE WITH HAPPY!! LOWRYS FARM 20th Anniversary（2012年）
- SHIBUYA FASHION FESTIVAL.3（2013年）
- 写真展「10FACES」（2013年5月31日 - 6月2日）
- 野村浩司写真展「THE PROTRAITS」（2014年9月3日 - 16日）
- 連続テレビ小説「マッサン」ひろしまプレミアムトークイベント（2014年11月23日）

### ミュージック・ビデオ
- little by little「Pray」（2008年5月28日）
- バーボンズ「autumn」・「雪国」・「絆」（2008年 - 2009年）
- ヒャダイン「ヒャダインのじょーじょーゆーじょー」（2011年）
- MiChi「TOKYO NIGHT」（2012年）
- PAGE「You topia」（2012年）
- CNBLUE「Blind Love」（2013年）
- A.F.R.O 「青」 (2013年）
- WEAVER「こっちを向いてよ」（2014年）
- さかいゆう「ジャスミン」(2015年)
- flumpool「とうとい」(2017年)

### その他
- 芥川龍之介『蜘蛛の糸』（2008年7月20日、SDP文庫） - 表紙+巻頭グラビア
- OCNゲーム 電脳サブカルマガジン OG第34号（2009年）